# Johann Nikolaus Weislinger

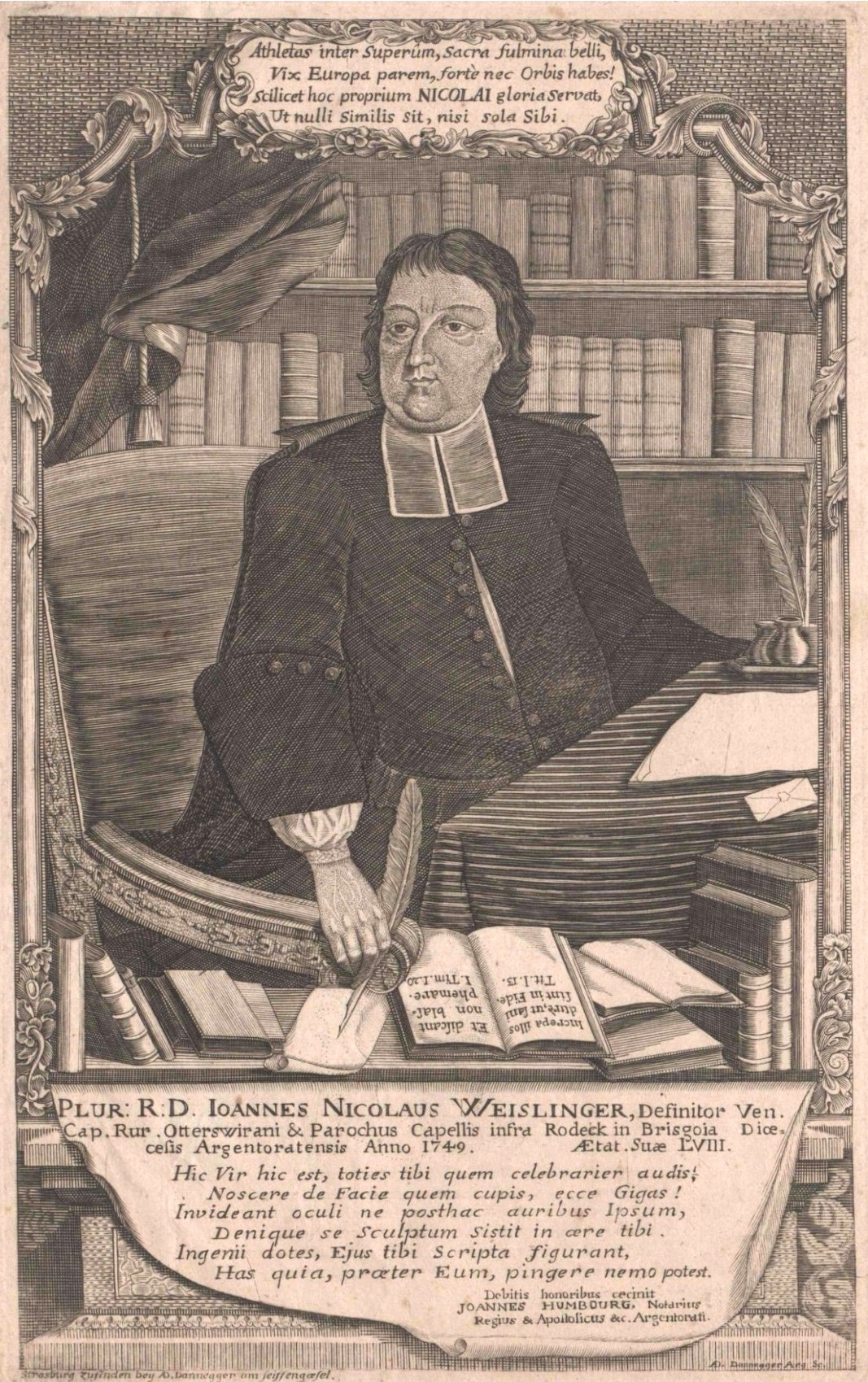
Johann Nikolaus Weislinger, Porträtstich 1749. Die lateinischen Inschriften rühmen ihn als „athleta“ und „gigas“ auf dem geistlichen Kampfplatz.

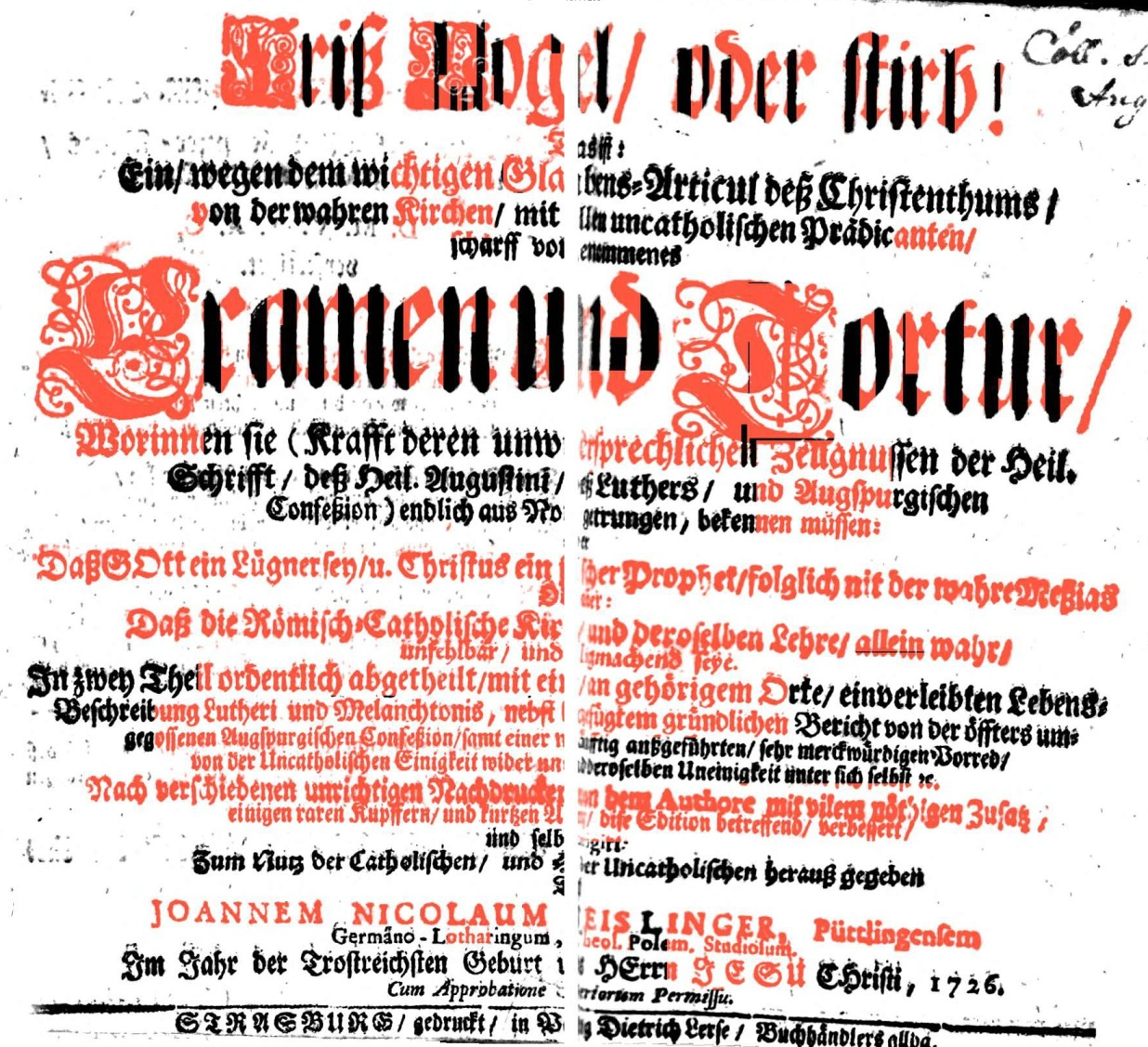
Doppelseitiger Titel von Weislingers verbreitetstem Werk Friss, Vogel, oder stirb (Ausgabe 1726):
„Friß Vogel / oder stirb! Das ist: Ein / wegen dem wichtigen Glaubens=Articul deß Christenthums von der wahren Kirchen / mit allen uncatholischen Prädicanten / scharff vorgenommenes Examen und Tortur / Worinnen sie (Krafft deren unwidersprechlichen Zeugnussen der Heil. Schrifft / deß Heil. Augustini / deß Luthers / und Augspurgischen Confeßion) endlich aus Not getrungen, bekennen müssen: Oder: Daß GOtt ein Lügner sey / u. Christus ein falscher Prophet / folglich nit der wahre Meßias Oder: Daß die Römisch=Catholische Kirche / und deroselben Lehre / allein wahr / unfehlbar / und seeligmachend seye.“

Johann Nikolaus Weislinger (* 17. September 1691 in Püttlingen; † 29. August 1755 in Kappelrodeck) war ein deutscher römisch-katholischer Pfarrer und Kontroverstheologe.

## Leben
Weislinger studierte an der 1701 gegründeten Jesuitenakademie in Straßburg. Ab 1711 war er dort Privatdozent. 1713 ging er zum Philosophiestudium an die damals ebenfalls von Jesuiten geführte Universität Heidelberg und zum anschließenden Theologiestudium mit dem Ziel der Priesterweihe wieder nach Straßburg. 1726 wurde er Pfarrer in Waldulm, 1730 in Kappelrodeck. 1750 ließ er sich wegen Krankheit emeritieren.
Weislingers theologisches Interesse galt der antiprotestantischen Polemik. Seine erfolgreichste Schrift Friss, Vogel, oder stirb über die Ekklesiologie verfasste er bereits 1722 als Privatgelehrter ohne Weihe und Amt, worauf er im Vorwort Bezug nimmt. Sein Stil ist oft scharf und angriffslustig, was er mit dem Hinweis auf Luthers Stil rechtfertigt. Den katholischen Zeitgenossen galt er als „Riese“ (gigas) auf dem konfessionellen Kampfplatz. Im lutherischen und reformierten Lager wurde er immerhin zur Kenntnis genommen, wie Zitate und Erwiderungen belegen. Öffentliches Aufsehen erregte die Kontroverse zwischen Weislinger und dem lutherischen Pfarrer in Nieder-Wiesen Johann Philipp Fresenius.
Weislingers 1730 in Augsburg und Konstanz erschienene Schrift Huttenus delarvatus, das ist Warhaffte nachricht von dem authore oder Urheber der verschreyttn Epistolarum obscurorum virorum, Ulrich von Hutten (1488-1523). wurde durch die Glaubenskongregation 1732 auf den Index der verbotenen Bücher gesetzt.